# Сан Димас
Сан Димас (на английски и на испански: San Dimas) е град в окръг Лос Анджелис в щата Калифорния, САЩ. Сан Димас е с население от 36 200 жители (2004) и обща площ от 40,49 км² (15,63 мили²). Градът се намира на 47,66 км (29,79 мили) или на около половин час източно-североизточно от центъра на Лос Анджелис.(1)

## Известни личности
Родени в Сан Димас
- Алекс Морган (р. 1989), футболистка